# Leoš Mareš
Leoš Mareš (* 27. dubna 1976 Beroun) je český moderátor, producent a zpěvák.

## Kariéra
Leoš Mareš uvádí od roku 1998 Ranní show Evropy 2 s Patrikem Hezuckým. Moderoval také zábavnou show Talentmania, pěveckou soutěž Česko Slovenská Superstar, třetí řadu Česko hledá SuperStar, soutěž Big Brother, hitparádu Eso, X Factor, Hlas Česko Slovenska, či slavnostní vyhlášení ankety Český slavík a Ceny Anděl 2012 a 2014. Leoš Mareš usedl také do poroty show Česko Slovensko má talent, ve které vystřídal herce Martina Dejdara.
Byl také jedním z pěti porotců v SuperStar 2020.
Jeho první odmoderovaný příspěvek byl v pořadu Prásk – drby ze showbyznysu. Natočil také čtyři alba, na kterých se nacházejí mimo jiné i duety s Martinou Balogovou či Terezou Kerndlovou. Sám sebe nepovažuje za zpěváka. Dne 11. ledna 2010 byl jmenován šéfredaktorem týdeníku Spy, kde působil pouhé dva týdny.
V roce 2015 měl svou vlastní talk show a zúčastnil se s Katarínou Štumpfovou soutěže České televize StarDance …když hvězdy tančí, kde došel do 8. kola.
Zahrál si také ve filmu. V roce 2003 Jak básníci neztrácejí naději a 2016 Jak básníci čekají na zázrak, tedy v pátém a šestém díle série. V roce 2017 se objevil v dalších dvou celovečerních filmech, první je koprodukční romantická komedie Všechno nebo nic režisérky Marty Ferencové a druhým je hudební film Dušana Rapoše Muzzikanti, kde vytvořil společně s Patrikem Hezuckým dvojici příslušníků Policie.
Roku 2017 se uskutečnil jeho jediný koncert v životě ve Fóru Karlín. Po úspěchu koncertu ale svůj úmysl přehodnotil a uspořádal několik dalších koncertů, z nichž ty největší byly třikrát vyprodaná O2 arena v roce 2018. Jeho koncerty mají ale spíše formu velké show, zve si mnoho hudebních hostů, v O2 aréně s ním zazpívali například Karel Gott, Marek Ztracený, Queenie a další.
Na podzim 2018 nazpíval upravenou verzi písně „Být stále mlád“ s Karlem Gottem. Z duetu se stal hit.
V šesté řadě SuperStar usedl za porotcovské křeslo. Poprvé se stal porotcem a nemoderoval.
Po covidové pandemii se vydal i na producentskou dráhu a má již za sebou, nebo ho čeká, produkce koncertů několika hvězd českého hudebního showbyznysu, mezi nimi například Jiřího Korna, Marie Rottrové či Heleny Vondráčkové.

## Osobní život
Studoval Gymnázium Joachima Barranda v Berouně a pokračoval na ZČU (pobočka v Chebu), studium ale nedokončil. V mládí se věnoval tanci v rámci taneční skupiny R. A. K. v Berouně. 12. července 2008 si vzal Moniku Poslušnou, s níž má syny Jakuba a Matěje. S manželkou se ale rozvedl a v roce 2018 se oženil s Monikou Koblížkovou, která přijala jméno Marešová. Dne 14. října 2021 oznámil během rozhlasového vysílání, že čekají s manželkou na přelomu února a března dítě. 10. března 2022 se jim narodila dcera Alex.

### Výška
Na internetu koluje o Leoši Marešovi nepravdivá informace, že jeho výška je 175 cm. Jako zdroj této informace čerpá Google při vyhledávání z webu Osobnosti.cz. Ve skutečnosti však Mareš měří, podle svých vlastních slov, 180,5 cm[zdroj?].

## Diskografie
- 2001: Tři slova – Universal Music, CD
- 2002: Minuty se vlečou – Universal Music, CD[6]
- 2003: Nejlepší nápad – Universal Music, CD
- 2005: Komplet 2001 – 2005 – Universal Music, CD
- 2008: Největší hity – Universal Music, CD (edice Zlaté hity)
- 2017: DVANÁCTPOMALÝCH PĚTRYCHLÝCH JEDNANOVÁ